# キゴシクロハワイミツスイ
キゴシクロハワイミツスイ (Drepanis pacifica)は、アトリ科に属する絶滅した鳥類の一種である。ハワイ島の固有種でハワイミツスイ類に属し、花の蜜を吸って暮らしていた。

## 説明
全長は10-12センチメートルで、体の大部分は黒色だった。尾羽や下腹部が黄色。目は黒く、幼体は茶色だったという。クチバシは長く曲がっていて、ミゾカクシ属の花の蜜しか吸えなかった。
キゴシクロハワイミツスイは、ハワイでは必要不可欠な存在だった。鮮やかな黄色の羽は、ケープに使われるため、毎年数千羽単位で捕獲された。カメハメハ1世のケープはキゴシクロハワイミツスイを8万羽も捕えてケープを作ったという。

## 絶滅
ヨーロッパからの入植者たちが、絶滅に追いやった。原因の1つに、この種の最大の欠点は、エサにしている花の蜜は単にミゾカクシ属の花しか吸わないため、その花が農地を作るために森林を開発されたら、生きていけなくなった。
牛が地上に生えている草地を踏みつけて、植物を食いつくした。そして、人間が持ち込んだネコに捕食されたことと、蚊が、鳥にうつるマラリアと、鳥ポックスなどの伝染病も、この種の絶滅をさらに早めた。1898年に最後の個体が記録された。